# ستانيسلاف تشيرتشيسوف
ستانيسلاف تشيرتشيسوف (بالروسية: Станислав Саламович Черчесов)‏ (مواليد 2 سبتمبر 1963) هو لاعب ومدرب كرة قدم. لعب مع منتخب روسيا لكرة القدم. سبق له أن لعب في كأس العالم لكرة القدم مع منتخب بلاده.

## روابط خارجية
- ستانيسلاف تشيرتشيسوف على موقع الاتحاد الدولي (مؤرشف)  (الإنجليزية)
- ستانيسلاف تشيرتشيسوف على موقع الاتحاد الأوربي (الإنجليزية)
- ستانيسلاف تشيرتشيسوف على موقع قاعدة بيانات كرة القدم.إي يو (الإنجليزية)
- ستانيسلاف تشيرتشيسوف على موقع بيانات كرة القدم. دي إي (الألمانية)
- ستانيسلاف تشيرتشيسوف على موقع ناشيونال فوتبول تيمز (الإنجليزية)
- ستانيسلاف تشيرتشيسوف على موقع عالم كرة القدم.نت (الإنجليزية)